# Alfred Löfgren
Karl Alfred Löfgren, född 17 februari 1861 i Alsters socken, Värmlands län, död 1 maj 1930, var en svensk musiker. 
Efter mogenhetsexamen 1881 utexaminerades Löfgren från Göteborgs handelsinstitut 1882 avgångsexamen 1882 Han var anställd vid Tändsticksfabriks AB Vulcans huvudkontor i Göteborg 1882–1903 och kontorschef vid Jönköpings och Vulcans Tändsticksfabriks AB:s huvudkontor i Jönköping från 1903.
Löfgren avlade kantorsexamen 1888, var ledare för Göta Par Bricoles sångkör 1887–1902 och repetitör i Filharmoniska sällskapet i Göteborg 1898–02. Han blev associé av Musikaliska akademien 1903.